# کریستین باتولیه
کریستین باتولیه (انگلیسی: Christian Bottollier؛ ۲۵ ژوئیه ۱۹۲۸ – ۱ ژوئیهٔ ۲۰۲۱) بازیکن فوتبال اهل فرانسه بود.